# 1183 Jutta
1183 Jutta är en asteroid i huvudbältet som upptäcktes den 22 februari 1930 av den tyske astronomen Karl Wilhelm Reinmuth. Asteroidens preliminära beteckning var 1930 DC. Bakgrunden till det namn som asteroiden senare fick är okänd.
Den tillhör asteroidgruppen Nysa.
Juttas senaste periheliepassage skedde den 17 juli 2022. Asteroidens rotationstid har beräknats till 212,5 timmar.